# 内村のツボる動画
『内村のツボる動画』（うちむらのツボるどうが）は、テレビ東京系列で放送されている特別番組、バラエティ番組である。内村光良（ウッチャンナンチャン）の冠番組。

## 概要
世界で流行している動画などを紹介しながら、番組独自の“ツボる動画“を作成。テレビ東京の公式YouTubeチャンネルで、再生回数1000万回超えを目指す番組としてスタートした。
2度の特番を経て、2020年4月から『火曜エンタ』枠にて月1レギュラー化した。2021年1月から『水バラ』枠をメインに放送していたが、2022年4月から再び『火曜エンタ』と同じ枠で放送されている。
一時期、視聴者からもフェイク動画の募集を行い、採用者には1万円分、出演者を騙せた場合にはさらに1万円分のクオカードを進呈していた。
動画の意外な結末やフェイク動画を出演者が当てるクイズ形式のコーナーが好評だった事から、2022年からはメインの企画として採用している。その際、優勝者はできたての内村の好物（炒飯や焼きそばなど）を食べる事ができる。
2023年5月16日放送回からは内村率いる「テレビ世代チーム」と若手ゲストによる「SNS世代チーム」での対抗戦形式となった。
2023年12月19日に放送されて以降1年以上番組が放送がされていない。

## 出演
MC
- 内村光良（ウッチャンナンチャン）
- 近藤春菜（ハリセンボン）
- 小山慶一郎（NEWS） - 2021年11月3日放送回から。

チーム対抗形式になった2023年5月16日放送回からは、近藤と小山が回ごとに交代してMCを担当している。
過去のレギュラー
- 澤部佑（ハライチ） - 番組開始から2021年9月15日放送回まで。ただし、実際の出演は7月21日放送回まで。

## 放送リスト

### 特番
『内村のツボる動画大賞』
| 2019年                         | 2019年                         | 2019年                                                  | 2019年 | 2019年                         |
| 弾                             | 放送日                         | サブタイトル                                            | ゲスト | 備考                           |
| 火曜エンタ枠 （18:55 - 20:54） | 火曜エンタ枠 （18:55 - 20:54） | 火曜エンタ枠 （18:55 - 20:54）                          | 火曜エンタ枠 （18:55 - 20:54） | 火曜エンタ枠 （18:55 - 20:54） |
| ------------------------------ | ------------------------------ | ------------------------------------------------------- | --- | ------------------------------ |
| 1                              | 7月9日                         | 池の水抜いたらカッパが!平野ノラがモナ・リザになるメイク | 小泉孝太郎、カジサック、ゴー☆ジャス、夏菜、ねづっち、藤田ニコル、蛭子能収、平野ノラ、デヴィ夫人、ナイツ、マグナム小林、ビックボーイズ、すず風金魚、コウメ太夫／他 |                                |
| 2                              | 10月22日                       | 世界77億人に発信! 【1000万再生衝撃映像SP】              | 名取裕子（特別審査委員長）、夏菜、藤田ニコル、ガーリィレコードチャンネル、カジサック、ヴァンゆん                                                                  | 近藤欠席。                     |

### 月1レギュラー
『内村のツボる動画』
| 2020年                         | 2020年                         | 2020年                                     | 2020年                                                   | 2020年                         |
| 弾                             | 放送日                         | サブタイトル                               | ゲスト                                                   | 備考                           |
| 火曜エンタ枠 （18:55 - 20:54） | 火曜エンタ枠 （18:55 - 20:54） | 火曜エンタ枠 （18:55 - 20:54）             | 火曜エンタ枠 （18:55 - 20:54）                           | 火曜エンタ枠 （18:55 - 20:54） |
| ------------------------------ | ------------------------------ | ------------------------------------------ | -------------------------------------------------------- | ------------------------------ |
| 3                              | 4月14日                        | （なし）                                   | 水溜りボンド                                             |                                |
| 4                              | 5月12日                        | （なし）                                   | カジサック                                               |                                |
| 5                              | 6月9日                         | （なし）                                   | 広瀬香美                                                 |                                |
| 6                              | 7月14日                        | （なし）                                   | カジサック、パパラピーズ                                 |                                |
| 7                              | 8月11日                        | 世界が熱狂！衝撃映像再生回数ランキング     | カジサック、ヴァンゆん                                   |                                |
| 8                              | 9月1日                         | 世界でバズる大食い＆歌うま動画ランキング   | 水溜りボンド、生見愛瑠、カジサック、高地優吾（SixTONES） |                                |
| 9                              | 10月13日                       | 世界でバズる巨大化＆モノマネ映像ランキング | カジサック、加藤史帆（日向坂46）、齊藤京子（日向坂46）   |                                |
| 10                             | 11月24日                       | 世界で1000万再生超え！衝撃映像ベスト40     | ぺこぱ、カジサック                                       |                                |
| 11                             | 12月15日                       | 2020総決算！衝撃映像世界ランキング62連発   | 尾上松也 (2代目)、朝日奈央、那須川天心                   |                                |

| 2021年                         | 2021年                     | 2021年                                             | 2021年                                                             | 2021年                                                                         |
| 弾                             | 放送日                     | サブタイトル                                       | ゲスト                                                             | 備考                                                                           |
| 水バラ枠 （18:25 - 21:00）     | 水バラ枠 （18:25 - 21:00） | 水バラ枠 （18:25 - 21:00）                         | 水バラ枠 （18:25 - 21:00）                                         | 水バラ枠 （18:25 - 21:00）                                                     |
| ------------------------------ | -------------------------- | -------------------------------------------------- | ------------------------------------------------------------------ | ------------------------------------------------------------------------------ |
| 12                             | 1月13日                    | 世界1000万再生超え！衝撃映像ベスト50連発           | 陣内智則、大松絵美、山之内すず                                     |                                                                                |
| 火曜エンタ枠 （18:55 - 20:54） |                            |                                                    |                                                                    |                                                                                |
| 13                             | 2月23日                    | 世界1000万再生超え！衝撃映像大連発スペシャル       | 田中卓志（アンガールズ）、橋本良亮（A.B.C-Z）、生見愛瑠            |                                                                                |
| 水バラ枠 （18:25 - 21:00）     |                            |                                                    |                                                                    |                                                                                |
| 14                             | 3月10日                    | 1000万再生動画＆大食い軍団vs100倍巨大寿司          | 山本耕史、カジサック、齊藤京子（日向坂46）                         |                                                                                |
| 15                             | 4月21日                    | 世界1000万再生超え！衝撃映像ベスト62連発!          | 天野ひろゆき（キャイ～ン）、吉田羊、高田秋                         | 澤部欠席。                                                                     |
| 16                             | 5月19日                    | 世界でツボった再生回数1億回超え動画大放出SP        | 尾上松也(2代目)、児嶋一哉（アンジャッシュ）、宇垣美里              |                                                                                |
| 17                             | 6月16日                    | 2021年上半期総決算！世界1000万再生動画ランキング   | 小籔千豊、DJ松永（Creepy Nuts）、佐々木美玲（日向坂46）            |                                                                                |
| 18                             | 7月21日                    | 世界で爆アガリ中！㊙衝撃映像51連発                 | ケンドーコバヤシ、池田美優、フワちゃん                             |                                                                                |
| 19                             | 9月15日                    | 世界で爆アガリ！㊙衝撃映像45連発                   | 小籔千豊、内田理央、向井康二（Snow Man）                           | 澤部欠席。                                                                     |
| 20                             | 11月3日                    | 世界で爆アガリ！㊙衝撃映像45連発                   | ケンドーコバヤシ、坂口涼太郎、渋谷凪咲（NMB48）                    |                                                                                |
| 21                             | 11月24日                   | フェイク動画にゴミ屋敷激変！超ド級の衝撃映像大連発 | 児嶋一哉（アンジャッシュ）、桜井日奈子、森田哲矢（さらば青春の光） | 19:54 - 21:54 ※「世界卓球選手権」中継（17:30 - 19:54）のため、繰り下げて放送。 |
| 22                             | 12月22日                   | 2万本から選んだ！再生回数世界ランキング            | 鬼越トマホーク、長州力、堀未央奈、宮下草薙                         |                                                                                |

| 2022年                        | 2022年                     | 2022年                                               | 2022年 | 2022年                                               |
| 弾                            | 放送日                     | サブタイトル                                         | ゲスト | 備考                                                 |
| 水バラ枠 （18:25 - 21:00）    | 水バラ枠 （18:25 - 21:00） | 水バラ枠 （18:25 - 21:00）                           | 水バラ枠 （18:25 - 21:00）                                                                                  | 水バラ枠 （18:25 - 21:00）                           |
| ----------------------------- | -------------------------- | ---------------------------------------------------- | --- | ---------------------------------------------------- |
| 23                            | 1月26日                    | 洞察力と直感で見抜け！世界の衝撃映像から閃きクイズSP | 池田美優、IKKO、インディアンス、児嶋一哉（アンジャッシュ)、DAIGO、モグライダー                              |                                                      |
| 24                            | 2月16日                    | 2260本から選んだ！世界㊙仰天映像クイズSP             | アンミカ、インディアンス、劇団ひとり、小島瑠璃子、水谷隼                                                    |                                                      |
| 25                            | 3月2日                     | 1160本から選んだ！世界㊙仰天映像クイズSP             | 池田美優、板垣李光人、児嶋一哉（アンジャッシュ）、東京ホテイソン、森泉                                      |                                                      |
| 火曜エンタ枠（18:25 - 20:54） |                            |                                                      | |                                                      |
| 26                            | 4月12日                    | 2360本から選んだ！世界がダマされた衝撃映像クイズSP   | アンミカ、狩野英孝、太川陽介、錦鯉、山之内すず                                                              |                                                      |
| 27                            | 5月3日                     | 世界が騙された！衝撃フェイク映像クイズSP             | 飯塚悟志(東京03)、児嶋一哉（アンジャッシュ）、長州力、マヂカルラブリー、ゆうちゃみ                          |                                                      |
| 28                            | 7月5日                     | 世界がダマされた！衝撃フェイク映像クイズSP！         | 長嶋一茂、陣内智則、箕輪はるか（ハリセンボン）、池田美優、インディアンス                                    | 近藤春菜（ハリセンボン）は途中からゲスト扱いで参加。 |
| 29                            | 8月30日                    | 世界がダマされた！衝撃映像クイズSP！                 | 伊集院光、岡野陽一、木村昴、児嶋一哉（アンジャッシュ）、酒井貴士(ザ・マミィ)、池田美優                      |                                                      |
| 30                            | 9月27日                    | フェイク動画見破り王決定戦                           | 秋元真夏（乃木坂46）、岡本知高、高橋茂雄（サバンナ）、ティモンディ、森泉                                    |                                                      |
| 31                            | 11月1日                    | フェイク動画見破り王決定戦！                         | 長嶋一茂、池田美優、柴田英嗣（アンタッチャブル）、錦鯉、岡野陽一、酒井貴士（ザ・マミィ）                    |                                                      |
| 32                            | 11月29日                   | 世界でバズった超ド級の衝撃映像76連発                 | 陣内智則、野呂佳代、前田敦子、マヂカルラブリー、モグライダー                                                |                                                      |
| 33                            | 12月20日                   | 2022年総決算!衝撃映像クイズ芸能界NO.1決定戦          | 長嶋一茂、森泉、倖田來未、DJ KOO、ケンドーコバヤシ、児嶋一哉（アンジャッシュ）、矢吹奈子（HKT48）、渡邉美穂 |                                                      |

| 2023年                        | 2023年                        | 2023年                                                | 2023年 | 2023年                        |
| 弾                            | 放送日                        | サブタイトル                                          | ゲスト | 備考                          |
| 火曜エンタ枠（18:25 - 20:54） | 火曜エンタ枠（18:25 - 20:54） | 火曜エンタ枠（18:25 - 20:54）                         | 火曜エンタ枠（18:25 - 20:54） | 火曜エンタ枠（18:25 - 20:54） |
| ----------------------------- | ----------------------------- | ----------------------------------------------------- | --- | ----------------------------- |
| 34                            | 1月10日                       | 厳選！世界で爆上がり中の衝撃映像大放出SP！            | ウエストランド、梅沢富美男、高橋茂雄（サバンナ）、松村沙友理、池田美優 |                               |
| 35                            | 2月7日                        | 驚きの祭典！世界からかき集めた衝撃映像大連発SP        | 伊集院光、岡野陽一、木村昴、昴生（ミキ）、酒井貴士（ザ・マミィ）、高橋みなみ |                               |
| 36                            | 3月7日                        | 世界中からかき集めた衝撃映像大連発SP                  | 若槻千夏、児嶋一哉（アンジャッシュ）、アンミカ、尾上右近 (2代目)、東京ホテイソン |                               |
| 37                            | 4月18日                       | 世界中からかき集めた衝撃映像大放出SP                  | 市川猿之助 (4代目)、Aマッソ、小木博明（おぎやはぎ）、高橋茂雄（サバンナ）、山下美月（乃木坂46）、池田美優 |                               |
| 38                            | 5月16日                       | テレビ世代vsSNS世代 クイズバトルSP                    | 【テレビ世代（内村・小山）チーム】伊集院光、井森美幸 【SNS世代チーム】あんり（ぼる塾）、池田美優、東京ホテイソン、金村美玖（日向坂46） 【芸人ネタバトル】Yes!アキト、おたんこぷー（プー&ムー）、CRAZY COCO、ソマオ・ミートボール、ハイキングウォーキング、レッド吉田（TIM） |                               |
| 39                            | 6月20日                       | SNS世代vsテレビ世代 クイズバトルSP                    | 【テレビ世代（内村・近藤）チーム】IKKO、錦鯉 【SNS世代チーム】中間淳太（ジャニーズWEST）、池田美優、桜井日奈子、昴生（ミキ） 【芸人ネタバトル】土佐兄弟、ちゅうえい（流れ星☆）、サツマカワRPG、ゆってぃ、キャツミ、テツandトモ                                              |                               |
| 40                            | 7月18日                       | 昭和から令和まで…世界の衝撃映像大連発SP               | 【テレビ世代（内村・小山）チーム】井森美幸、児嶋一哉（アンジャッシュ） 【SNS世代チーム】東京ホテイソン、宮近海斗（Travis Japan）、中村海人（Travis Japan）、やす子、ゆうちゃみ                                                                                              |                               |
| 41                            | 8月15日                       | ハラハラドキドキ衝撃映像69連発!                       | 【テレビ世代（内村・近藤）チーム】矢田亜希子、塚地武雅（ドランクドラゴン） 【SNS世代チーム】池田美優、志田未来、ぺこぱ、ミキ |                               |
| 42                            | 9月12日                       | 奇跡の衝撃映像大連発SP                                | 【テレビ世代（内村・小山）チーム】井森美幸、DAIGO 【SNS世代チーム】山之内すず、ゆうちゃみ、マヂカルラブリー、東京ホテイソン |                               |
| 43                            | 10月24日                      | 世界中から集めたドキドキうるうる映像大連発SP!         | 【チームベテラン（内村・小山）】勝俣州和、篠原涼子 【若手売れっ子】池田美優、やす子、りんたろー。 |                               |
| 44                            | 11月21日                      | 世界おバカ衝撃映像vsありえない仰天学校奇跡の100連発SP | 【チームベテラン（内村・近藤）チーム】児嶋一哉（アンジャッシュ）、錦鯉 【若手売れっ子】ゆうちゃみ、インディアンス、富田鈴花（日向坂46） |                               |
| 45                            | 12月19日                      | 世界!衝撃映像84連発&昭和平成懐かし…CM祭               | 【内村チーム】井森美幸、高橋茂雄（サバンナ）、錦鯉 【小山チーム】木村昴、後藤真希、三四郎 |                               |

## ネット局
| 放送対象地域   | 放送局                | 系列           | ネット状況 |
| -------------- | --------------------- | -------------- | ---------- |
| 関東広域圏     | テレビ東京（TX）      | テレビ東京系列 | 制作局     |
| 北海道         | テレビ北海道（TVh）   | テレビ東京系列 | 同時ネット |
| 愛知県         | テレビ愛知（TVA）     | テレビ東京系列 | 同時ネット |
| 大阪府         | テレビ大阪（TVO）     | テレビ東京系列 | 同時ネット |
| 岡山県・香川県 | テレビせとうち（TSC） | テレビ東京系列 | 同時ネット |
| 福岡県         | TVQ九州放送（TVQ）    | テレビ東京系列 | 同時ネット |
| 滋賀県         | びわ湖放送（BBC）     | 独立局         | 同時ネット |
| 奈良県         | 奈良テレビ（TVN）     | 独立局         | 同時ネット |
| 和歌山県       | テレビ和歌山（WTV）   | 独立局         | 同時ネット |
| 岐阜県         | 岐阜放送（GBS）       | 独立局         | 同時ネット |
| 高知県         | 高知放送（RKC）       | 日本テレビ系列 | 遅れネット |
| 青森県         | 青森朝日放送（ABA）   | テレビ朝日系列 | 遅れネット |
| 岩手県         | 岩手朝日テレビ（IAT） | テレビ朝日系列 | 遅れネット |
| 長崎県         | 長崎文化放送（ncc）   | テレビ朝日系列 | 遅れネット |
| 宮城県         | 東北放送（tbc）       | TBS系列        | 遅れネット |
| 静岡県         | 静岡放送（SBS）       | TBS系列        | 遅れネット |
| 石川県         | 北陸放送（MRO）       | TBS系列        | 遅れネット |
| 広島県         | 中国放送（RCC）       | TBS系列        | 遅れネット |
| 大分県         | 大分放送（OBS）       | TBS系列        | 遅れネット |
| 宮崎県         | 宮崎放送（mrt）       | TBS系列        | 遅れネット |
| 鹿児島県       | 南日本放送（MBC）     | TBS系列        | 遅れネット |
| 沖縄県         | 琉球放送（RBC）       | TBS系列        | 遅れネット |
| 佐賀県         | サガテレビ（STS）     | フジテレビ系列 | 遅れネット |
| 熊本県         | テレビくまもと（TKU） | フジテレビ系列 | 遅れネット |

## スタッフ
第45回時点
- 構成：デーブ八坂、坂本龍二、高倉俊祐、近藤雄亮
- リサーチ：井上集、神山敏博、JFK（神山→第43回、JF→第37回-）
- TD/SW：野瀬一成（第4-32,34回-）
- CAM：吉田健吾（第4-32,34回-）
- VE：山本岳大（第34回-）
- MIX：小森真美（第29-32,34回-）
- 照明：宮尾淳一（第4回-）
- 美術デザイン：小野清菜（第1回は美術）
- 大道具：柿沼健一（第4回-）
- 小道具：舘直樹
- メイク：山田かつら
- CG：ODDJOB
- 協力：TV TOKYO Com、東京オフラインセンター ほか
- 動画監修：高島優毅
- 編集：和田洋介（第43回-）
- MA：中務匠（一時離脱→復帰）
- 音響効果：高取謙
- TK：宮本美智子
- 番宣：結城慶
- デスク：小椋美沙
- AD：小川凌大、若井恵利香、遠藤綾乃、中越陸哉、本田義騎、佐藤雅大、手塚遥香（遠藤・本田→共に第27回-、若井→第21回-、小川→第24回-、手塚→第38回-、佐藤→第39回-）
- 制作進行：井上美由（第39回-）
- AP：小林未来、小林大輝（小林大→第4回から途中までAD→一時離脱）、陸一丹
- ディレクター：鶴巻昌宏、小倉卓、田中晋平、大須賀良、片倉静佳
- 演出：麻生裕久
- 総合演出：林博史
- プロデューサー：露木寛子、三宅優樹、島田源太郎、鵜飼雅佳（鵜飼→第4回ではAP、途中までディレクター）、川島典子、中尾まなみ（三宅→第27回-、島田・川島→第4回-）
- チーフプロデューサー：角田康治（第37回）
- 制作協力：UNITED PRODUCTIONS（第31回-）
- 製作著作：テレビ東京

### 過去のスタッフ
- 構成：飯塚大悟、狩野孝彦
- リサーチ：秋田美月（第4回）、戸田恵梨紗、奥野滉樹
- TM：鮎貝盛光（第1回）
- SW：先崎聡（第1回）
- TD/SW：為末和寛（第33回）
- CAM：宮本亜里（第1回）、平本慎（第33回）
- VE：井上貴人（第1回）、中野鉄平（第4回-）、長沼伸明（第29-32回）、宮前早智（第33回）
- MIX：絹山幸広（第1回）、佐藤達也（第4回-）、長岡佳祐（第33回）
- 照明：井町成宏（第1回）
- 大道具：増山達也（第1回）
- 電飾：長谷川龍彦（第1回）
- アクリル装飾：齋藤優彦（第1回は装飾）
- モニター：林尚広（第4回）
- イラスト：江原ノブヒロ
- 動画監修：師山叡
- 編集：佐藤貴之（第1回）、横山豪史（第4回-）、清水稜矢（第31-32回）、杉本啓二（第33-41回）、ファン イェウォン（第42回）
- MA：島崎敏晴（第1回）、斉藤亮（第4回）、船木拓也（船木→一時離脱→復帰）
- 音響効果：岡田淳一
- TK：伊藤美紀（第1回）、柴田あゆみ（第4回）
- デスク：後藤由枝（第1回）、黒澤結奈（第4回）
- AD：繁田植太、大津彩椰、大平朋佳、林良美、田茂井竜次、玉田来河、佐々木舞衣（共に第1回）、鈴木充昭（第4回）、池田沙樹（池田→第4-37回）、辻美千佳、森下紗衣（共に第21回-）、島津未來（島津→第4回-）、鈴木章（鈴木→第24回）、高田瑞希、高木将哉（高田・高木→共に第24回-）、福岡尚也（福岡→第29-37回）、佐々木一馬（佐々木→第41、42回）
- AP：竹内美佳（第1回）、神野泰輔（神野→以前は制作進行）、本山麻美（本山→第4-42回）
- ディレクター：雨宮佑介、安井啓太、権亨悟（共に第1回）、那須快成（那須→第4回-）、中峰梓（中峰→第4-38回）、三谷亮平（三谷→第39-44回）
- プロデューサー：清水俊雄、小比類巻将範（小比類巻→第4-26回）、田中晋也（田中→-第26回）、田村裕行、松本あゆみ（共に第1回）、荻野和人（第4回）、髙木大輔、二瓶朱美
- エグゼクティブプロデューサー：伊藤隆行（第32-36回、第1回はチーフプロデューサー、第4-31回まではクリエイティブプロデューサー）
- チーフプロデューサー：村上徹夫（第4-36回）
- 制作協力：FOOLEN LARGE（第1回）